# Homúnculo (Fullmetal Alchemist)
En el universo del manga Fullmetal Alchemist, los homúnculos son unos seres poderosos e inmortales que se asemejan a los humanos ya que son reencarnaciones de estos al morir. Son los depredadores más peligrosos que existen, creados con el fin de asesinar y destruir. Además estos seres son divinidades menores diabólicas.
Todos ellos deben ser nombrados según un pecado capital, con el que guardan un cierto parecido. Lust (lujuria) es una mujer de gran belleza y Gluttony (gula) es un ser simple que solo piensa en comer. Greed (avaricia) es muy codicioso, persiguiendo la vida eterna. En el manga, Sloth (pereza) demuestra su pereza al hablar, pues siempre dice cosas como molesto y cansado, que parecen ser su único repertorio. En el anime quizá se podría decir que se mueve y actúa con lentitud extrema, con mucha calma. Wrath (ira) no demuestra siempre su cualidad en el manga, salvo cuando dirige una guerra. En el anime es un homúnculo vengativo y violento. Pride (orgullo) es alguien notablemente altivo y vanidoso en sus dos versiones. Envy (envidia) no es alguien que se rija por envidia, sin embargo su cualidad es ser como los demás, cambiar su aspecto, siente envidia por los humanos porque tienen cosas que él no tiene.
Existen diferentes versiones de Wrath, Sloth y Pride entre manga y anime. Esto se debe a que el anime se desarrolló paralelo al manga durante un tiempo, pero al alcanzarlo, el Estudio BONES, desarrollador del anime, tuvo que optar por crear a estos personajes según convenía: Pride no había sido revelado aún, Sloth solo había aparecido una vez de manera fugaz, y Wrath había sido revelado recientemente; Sloth y Wrath serían de creación propia, y Pride sería el personaje que en el manga, originalmente, era Wrath, King Bradley.

## Anime
En el anime la creación de los homúnculos es completamente distinta al manga, en el anime el único modo conocido para crear a un homúnculo es mediante la transmutación humana, ya que cuando esta falla, el resultado es una criatura de aspecto desagradable que debe consumir piedras rojas para adquirir una forma realmente humana.
El único modo de matar a un homúnculo en el anime es sellándolo en un círculo de transmutación adecuado, provocando que este vomite la piedra filosofal de su interior y pierda su capacidad regenerativa.
Envy, creado por Honhemhein de Luz.
Greed, creado por Dante.
Gluttony, creado por Dante.
Pride, creado por Dante.
Lust, creada por el hermano de Scar.
Wrath, creado por Izumi Curtis.
Sloth, creada por los hermanos Elric.

## Manga
Los homúnculos son creados por Father, un personaje misterioso que se parece a Hohenheim. Siguen sus designios salvo en el caso de Greed. Provienen de alma de Father, y tienen en su interior un fragmento de la piedra Filosofal, lo que les permite regenerarse y modificar su cuerpo en algunos casos.
Se puede decir que los homunculos son muertos en vida, pues alguna vez fueron seres humanos que vuelven a resucitar después de la muerte convertidos en dicho ser, se ha notado en la serie que ven a los humanos como criaturas inferiores. También hay otra manera de convertirse en homúnculo que es inyectando la piedra filosofal en estado líquido en la sangre de una persona viva. Solamente Wrath y la reencarnación de Greed en Ling Yao fueron creados así, ya que existe un efecto secundario en que el cuerpo rechace a la piedra y muera. En ambos casos, la piedra es creada por Father desde su propio cuerpo.
Algunos de ellos tienen más de una forma. Gluttony fue creado para que en su interior albergara un espacio similar al que hay tras la Puerta de la Verdad, virtualmente infinito. Al mostrar su verdadero aspecto se abre una gran boca en su cuerpo que puede succionar cualquier cosa hacia el mencionado vacío. Envy tiene un aspecto real mucho menos agradable del que muestra: parece una gran criatura de muchas patas en cuyo lateral se arremolinan las almas de aquellos que perecieron cuando se creó la piedra que le mantiene vivo.
En el manga, la esencia de un homúnculo es ajena a su cuerpo y puede serle extraída y devuelta al interior de Father, de donde proviene. En el caso de Greed, se le extrajo su esencia para más tarde introducirla en otro cuerpo, cuyo mando tomó.

## Homúnculos por orden de creación y su estado actual
| # 1 | Homúnculo Father   | Habilidad Crear Piedras filosofales, puertas de la verdad falsas, homunculus, etc.                                  | Situación actual (Muerto) Es enviado a la puerta de la verdad donde se fusiona con dios contra su voluntad, siendo derrotado                                                               | Última aparición Capítulo 108 | Otras identidades Filósofo del oeste |
| # 2 | Homúnculo Pride    | Habilidad Asimilar cualquier poder de alquimista y homúnculo                                                        | Situación actual (Derrotado) Edward Elric toma a su forma verdadera, separándolo de la piedra filosofal, en cierto modo, purificó su alma y no recuerda nada sobre su pasado de homúnculo. | Última aparición Capítulo 108 | Otras identidades Selim Bradley      |
| # 3 | Homúnculo Lust     | Habilidad Alargar sus dedos y convertirlos en dagas capaces de perforar y cortar cualquier cosa, "lanza definitiva" | Situación actual (Muerta) Roy Mustang la incinera una y otra vez, hasta que muere. | Última aparición Capítulo 39  | Otras identidades Solaris            |
| # 4 | Homúnculo Greed    | Habilidad Endurecer el carbono de su cuerpo convirtiéndose en el "escudo definitivo"                                | Situación actual (Muerto). Primero es descompuesto en piedra filosofal por Father, luego implantado a Ling Yao, al final de la serie se sacrifica para colaborar en la derrota de Father.  | Última aparición Capítulo 108 | Otras identidades Ling Yao           |
| # 5 | Homúnculo Envy     | Habilidad Cambiar de forma                                                                                          | Situación actual (Muerto) Combate contra Mustang sin embargo su envidia y las palabras de Ed lo llevaron al suicidio                                                                       | Última aparición Capítulo 95  | Otras identidades Ninguna            |
| # 6 | Homúnculo Sloth    | Habilidad Alta velocidad y gran fuerza                                                                              | Situación actual (Muerto) Eliminado por Olivia Armstrong, Alex Armstrong, Izumi Curtis y su esposo Sig Curtis                                                                              | Última aparición Capítulo 96  | Otras identidades "Quimera"          |
| # 7 | Homúnculo Gluttony | Habilidad Comer cualquier cosa, sentido del olfato, ser puerta de la verdad falsa                                   | Situación actual (Muerto) Eliminado por Pride, lo absorbe para regenerarse y para quedarse con su sentido del olfato                                                                       | Última aparición Capítulo 87  | Otras identidades Ninguna            |
| # 8 | Homúnculo Wrath    | Habilidad Vista superior a cualquier otro ser vivo "ojo definitivo"                                                 | Situación actual (muerto) Muere en colaboración de varios personajes, pero Scar le da el ataque final.                                                                                     | Última aparición Capítulo 105 | Otras identidades King Bradley       |
| --- | ------------------ | --- | --- | ----------------------------- | ------------------------------------ |